# Medaille für die Rückholung der Krim

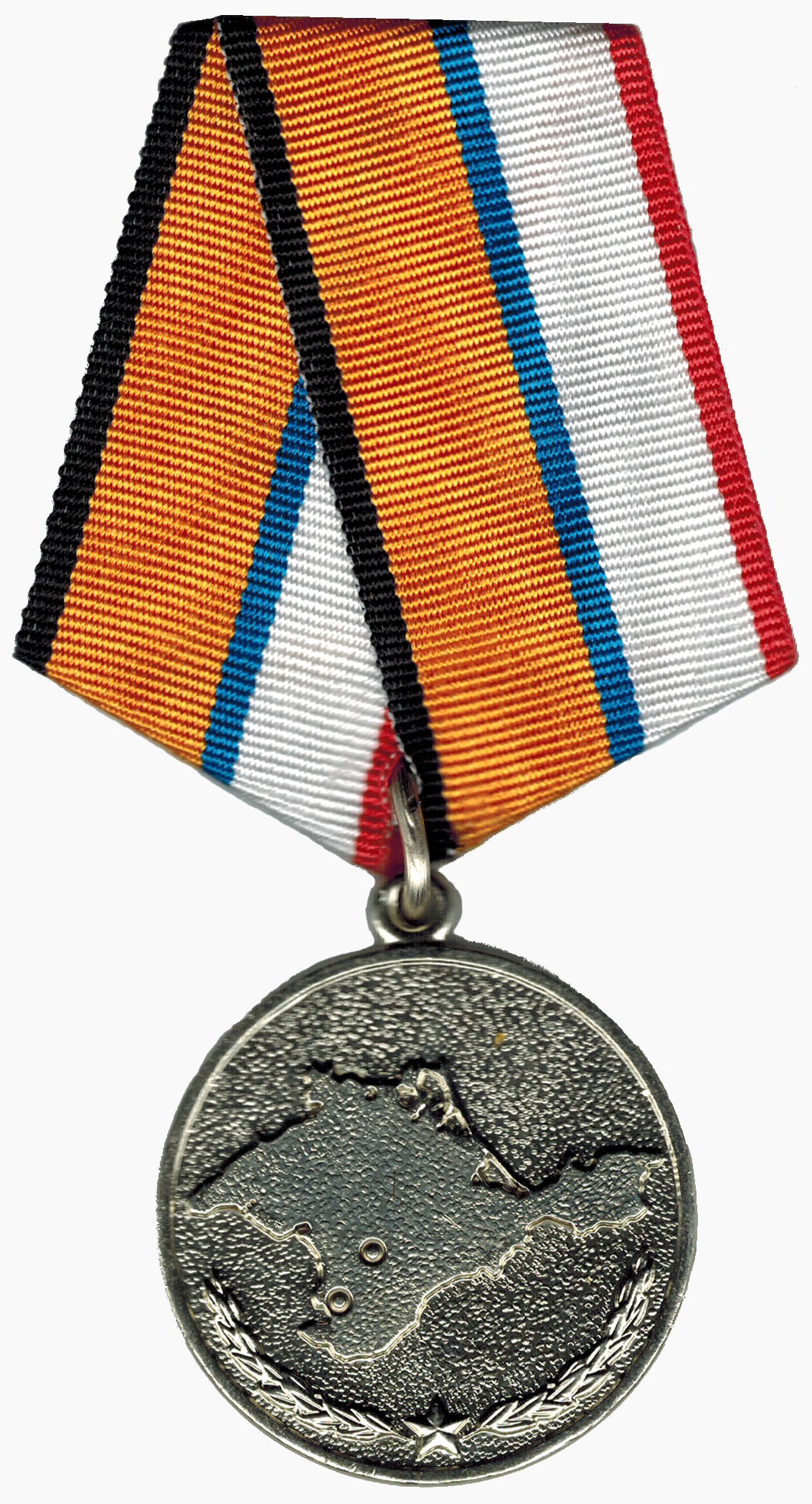
Medaille für die Rückholung der Krim

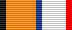
Bandschnalle

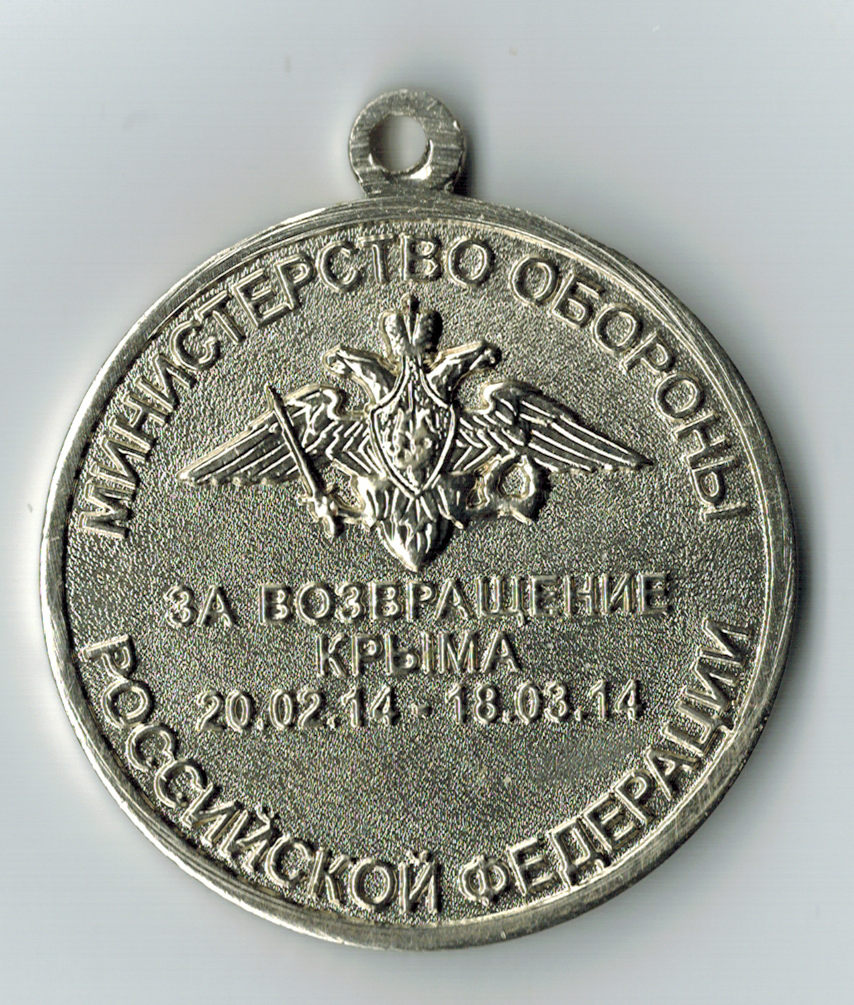
Rückseite der Medaille

Die Medaille für die Rückholung der Krim (russisch медаль «За возвращение Крыма») ist eine behördliche Auszeichnung des Verteidigungsministeriums der Russischen Föderation. Eingeführt wurde sie am 21. März 2014 auf Befehl Nr. 160 des Verteidigungsministers der Russischen Föderation nach der Annexion der Krim durch Russland 2014.

## Geschichte
Die Medaille wurde eingeführt, nachdem der Präsident der Russischen Föderation Wladimir Putin die Anordnung über den Anschluss der Republik Krim und Sewastopol an Russland auf der Basis der Ergebnisse des international nicht anerkannten Referendums über den Status der Krim unterzeichnet hatte.
Die Internetseite des Verteidigungsministeriums der Russischen Föderation berichtete nicht über das Bestehen der Medaille und das einzige Bild der Auszeichnung wurde kurz nach der Zeremonie von dort entfernt. Die Medaille nennt die Daten 20.2.2014-18.3.2014, welche ein Startdatum der Operation vor der Absetzung Janukowytschs bedeuten. Durch einen Hackerangriff auf das Mailkonto eines Putin-Beraters wurde später bekannt, dass diese Medaillen schon im Herbst 2013 hergestellt worden waren.

## Verleihungen
Die Medaille wurde knapp 150 Mal vergeben. Gemäß Echo Moskwy soll Präsident Putin die für ihn vorgesehene Medaille Nummer 1 abgelehnt haben, womit Alexander Saldostanow, Gründer und Präsident des russischen Motorrad- und Rockerclubs Nachtwölfe, die erste Medaille erhalten hätte.
Die ersten Medaillen wurden am 24. März 2014 verliehen. Die Auszeichnungen aus den Händen des Verteidigungsministers der Russischen Föderation Sergei Schoigu haben erhalten:
- ehemalige Mitarbeiter und Militärangehörige der am 25. Februar 2014 in der Ukraine aufgelösten Spezialeinheit Berkut
- Militärangehörige der Russischen Marineinfanterie
- Beamte aus dem Kommando der Schwarzmeerflotte der russischen Marine
- Sergei Aksjonow – Regierungschef der selbsternannten Regierung der Republik Krim

Für die „Unterstützung der Einwohner der Krim bei ihrer Selbstbestimmung“ wurde die Medaille später verliehen an:
- Ramsan Kadyrow[16] – „Oberhaupt“ der Teilrepublik Tschetschenien
- Alexander Tkatschow – Gouverneur der Region Krasnodar

Weitere Empfänger sind:
- Alexander Saldostanow – Gründer und Präsident des russischen Motorrad- und Rockerclubs Nachtwölfe
- Igor Girkin[17] – russischer Ultranationalist und ehemaliger Geheimdienstler